# Uniwersytet WSB Merito Szczecin
Uniwersytet WSB Merito Szczecin (dawniej Wyższa Szkoła Bankowa w Poznaniu Wydział Ekonomiczny w Szczecinie) – uczelnia niepubliczna kształcąca na kierunkach ekonomicznych i humanistycznych, będąca Wydziałem Ekonomicznym Uniwersytetu WSB Merito w Poznaniu, funkcjonująca w Szczecinie od 2008 roku. Uczelnia macierzysta powstała w 1994 roku.  

## Władze
Źródło: oficjalna strona uczelni
- Rektor Uniwersytetu WSB Merito w Poznaniu – dr hab. Ryszard Sowiński, prof. UWSBM
- Kanclerz Uniwersytetu WSB Merito w Poznaniu – Rafał Kaszta

Władze Wydziału Ekonomicznego w Szczecinie:
- Wicekanclerz - Anna Hołubowska
- Dziekan – dr Rafał Koczkodaj
- Prodziekan ds. Studenckich i Dydaktyki – dr Izabela Auguściak
- Prodziekan ds. jakości kształcenia – Grażyna Kaup

## Kształcenie
Wydział Ekonomiczny w Szczecinie daje możliwość podjęcia studiów I, II stopnia i na jednolitych magisterskich na kierunkach: 
- Administracja i Bezpieczeństwo wewnętrzne (mgr.)
- Bezpieczeństwo w biznesie i administracji
- Finanse i Rachunkowość (lic., mgr.)
- Informatyka (lic.,inż.)
- Inżynieria zarządzania (inż.)
- Logistyka (inż., mgr.)
- Marketing i Sprzedaż (lic.)
- Pedagogika (lic., mgr.)
- Pedagogika przedszkolna i wczesnoszkolna (jednolite mgr.)
- Psychologia (jednolite mgr.)
- Psychologia w biznesie (lic.)
- Turystyka i Rekreacja (lic.)
- Zarządzanie (lic., mgr.).

Dodatkowo szczeciński wydział oferuje również studia II stopnia w ramach ścieżki ze studiami podyplomowymi, studia podyplomowe, studia MBA, kursy i szkolenia specjalistyczne.

## Współpraca z zagranicą
Uniwersytet WSB Merito w Poznaniu ma Kartę Erasmus+, przyznaną przez Komisję Europejską, która uprawnia do udziału w Programie Erasmus+, w ramach którego podpisanych zostało blisko 50 umów partnerskich z uczelniami na świecie. Dzięki temu można realizować studia za granicą przez jeden lub dwa semestry na studiach licencjackich i magisterskich.